# Lotta på Liseberg
Lotta på Liseberg var ett allsångsarrangemang på Stora scenen på nöjesfältet Liseberg i Göteborg. Det arrangerades årligen mellan 2004 och 2023 på måndagskvällar i juni, juli och augusti. Kapellmästare 2004–2013 var Curt-Eric Holmquist. Programledare var den svenska sångerskan Lotta Engberg. Varje allsångskväll följde ett tema. 2005 kom sammanlagt över 85 000 besökare.
Den 17 mars 2009 meddelade TV4 att man från den 22 juni 2009 kommer att börja tv-sända allsången direkt från Liseberg, vilket man också gjorde. Tv-programmet produceras av Eyeworks. Under reklampauserna uppträder varje artist med en låt, som bandas och som kan ses i efterhand som extra material på TV4 Play. Den 1 april 2010 blev det offentligt att TV4 även under 2010 kommer att sända allsångsshowen. Premiären var det den 21 juni och säsongsfinalen den 9 augusti. Den tredje TV-sända säsongen började sändas den 20 juni. Sedan 2011 sänds även TV-programmet på TV4 Play och där utan reklamavbrott.
Den fjärde TV-säsongen startade den 25 juni 2012 på Stora scenen på Liseberg, samt direkt i TV4. Säsong 5 startade den 17 juni 2013 i TV4 och avslutades den 5 augusti. 2014 ersätts Curt-Eric som kapellmästare av Andreas Landegren.
Den elfte TV-säsongen hade premiär den 17 juni 2019 i TV4. Under året gästades programmet av artister som Sebastian Walldén, Samir & Viktor, Lena Philipsson, Peter Jöback med flera.
Under Coronapandemin genomfördes evenemanget utan publik under 2020. TV4:s direktsändningar varvades då i stället med inslag från tidigare år. 2021 kunde publiken återvända, men antalet personer var begränsat till 500 personer på grund av Sveriges pandemirestriktioner.
2023 spelades den sista säsongen in.

## Sommarbingo

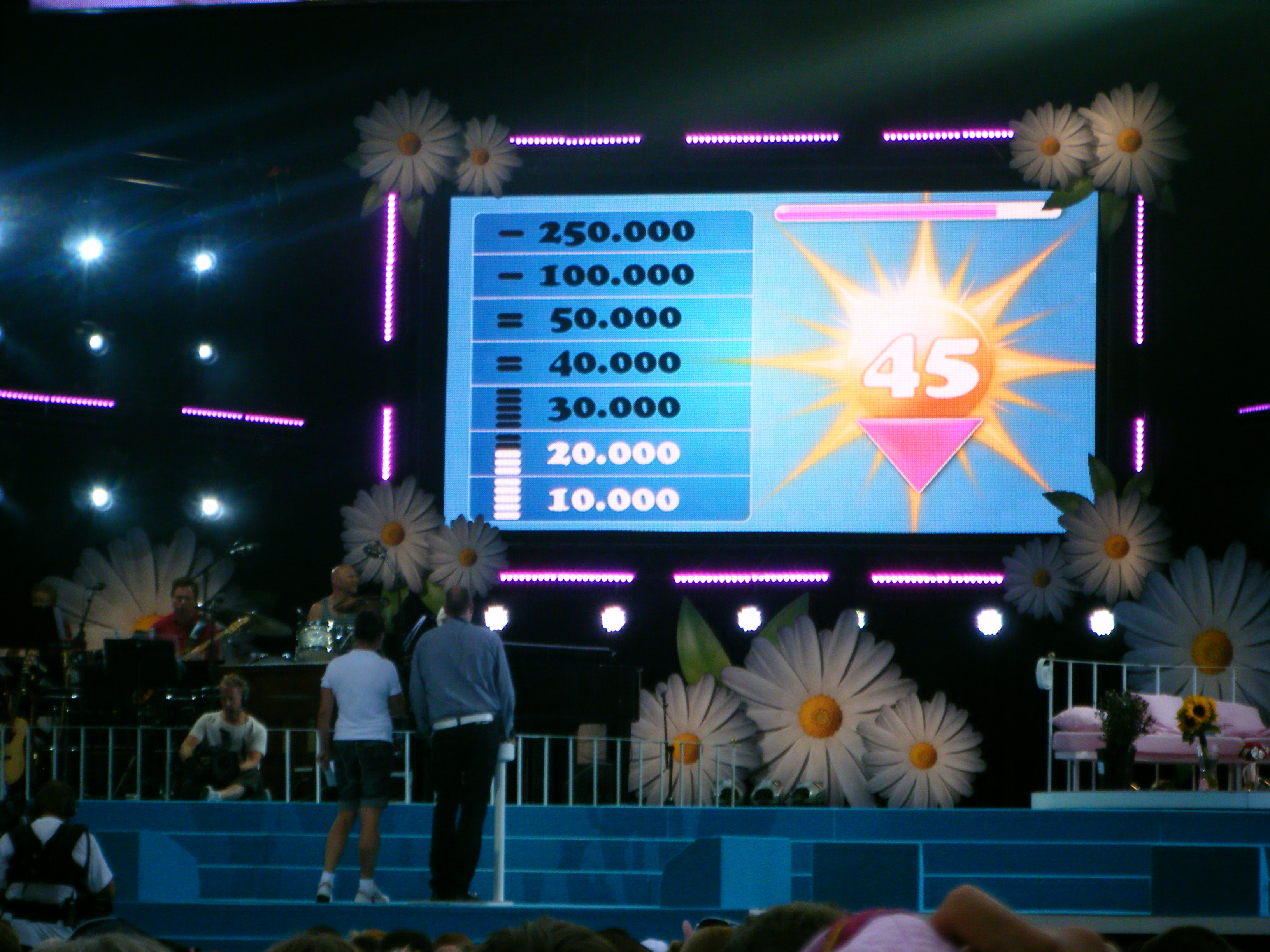
Spelet "Högre eller lägre".

I samband med att TV4 började sända allsången 2009 började Bingolotto anordna bingospelet Sommarbingo. Bingot ägde rum i programmet en gång med en bricka och kostade 25 kr. Under den första säsongen spelade man på två brickor samtidigt och 150 personer ur publiken hade chansen att vinna ett presentkort på resor under det pågående bingospelet. Under första säsongen gav lotteriet tillbaka fem miljoner till det svenska föreningslivet. Sommarbingot återkom under 2010 då en person hade chansen att vinna upp till en kvarts miljon kronor under momentet "Högre eller lägre" som pågick under bingot. Sedan 2011 är evenemanget enbart ett allsångsprogram, utan bingospel.

## Jul-Lotta på Liseberg
I november 2005 inleddes Allsång på Liseberg i advents, Lucia- och juletider, då under namnet Jul-Lotta på Liseberg (namnet anspelar på julotta + Lotta Engberg, trots att det här handlade om kvällstider och inte tidigt på morgonen som i kyrkan). Årstiden till trots höll man till utomhus och från 2011 sändes evenemanget också i TV4:s nationella sändningar. med start 24 november det året. Inledningssång var Hej mitt vinterland, medan sändningarna avslutadedes med O helga natt ("Cantique de Noël").
2012 blev det ingen allsång under julen, då Stora scenen inte var tillgänglig på grund av ombyggnad.  

### Lottas jul på Liseberg
I samband med albumet Jul hos mig framfördes en julkonsert den 20 november 2009 på Liseberg med Lotta Engberg som sändes i TV4 den 7 december 2009. I konserten medverkade också Sven Wollter och Nordman. Curt-Eric Holmquist var kapellmästare.